# Sérgio Cabral Filho
Sérgio de Oliveira Cabral Santos Filho, né le 27 janvier 1963 à Rio de Janeiro, est un homme politique brésilien. Il a été gouverneur de l'État de Rio de Janeiro de 2007 à 2014. Fin 2016, il est reconnu coupable de corruption et emprisonné.

## Biographie
Né le 27 janvier 1963 à Rio de Janeiro, Sérgio Cabral Filho est le fils du journaliste et compositeur Sérgio Cabral.

### Carrière politique
Il est membre du Mouvement démocratique brésilien. Il est élu en 2006 à la tête de l'État de Rio de Janeiro, où il restera jusqu'en 2014.
Le magazine Brasil de Fato le décrit en 2007 comme une figure politique qui « sans relâche, justifie la violence policière dans les zones pauvres de cette ville. La dernière en date de cet homme (...) a été d’affirmer que les habitants des favelas, quand ils se plaignent d’une action policière, sont payés par les trafiquants. »

### Condamnation et incarcération
Le 17 novembre 2016, il est incarcéré pour des faits de corruptions. Il a été condamné à neuf reprises pour différentes affaires de corruption. Additionnées, ses peines atteignent près de 200 ans de prison.
En février 2019, il reconnait avoir touché d'importants pots-de-vin sur des contrats publics et détenir 100 millions de dollars sur un compte à l’étranger. Il s’en explique par son « attachement à l’argent, au pouvoir », qu'il décrit comme une « addiction ».
Le 4 juillet 2019, toujours incarcéré, il affirme avoir versé des pots-de-vin à certains délégués du Comité international olympique dans le but d'obtenir l'organisation des Jeux olympiques de 2016 à Rio de Janeiro.